# Heidy Bohlen
Heidy Bohlen (* 6. September 1945) ist eine deutsche Schauspielerin.

## Leben
Heidy Bohlen war zunächst Fotomodell, nahm dann Schauspielunterricht und spielte in Berlin in einer Theaterproduktion von Fritz Genschow „Schneewittchen“, bevor sie für den Film entdeckt wurde. So spielte sie 1966 im Abenteuerfilm Die Hölle von Macao als „Jasmine“ und 1969 im Jerry-Cotton-Film Todesschüsse am Broadway als „Cindy Holden“ sowie in der Komödie Charley’s Onkel als „Lilo Freddersen“. 1971 wirkte sie als „Brunhild“ in der Komödie Siegfried und das sagenhafte Liebesleben der Nibelungen mit. 1974 zog sie sich aus der Filmbranche zurück.

## Filmografie
- 1966: Die Hölle von Macao
- 1969: Todesschüsse am Broadway
- 1969: Charley’s Onkel
- 1969: Liebe durch die Hintertür
- 1970: Scher Dich zum Teufel, mein Engel (TV-Film)
- 1971: Das große Projekt (TV-Film)
- 1971: Siegfried und das sagenhafte Liebesleben der Nibelungen
- 1971: Fluchtweg St. Pauli – Großalarm für die Davidswache
- 1971: Das ehrliche Interview
- 1972: Tatort: Strandgut (TV)
- 1972: Harlis
- 1974: Die tollen Charlots: Die Trottel von der 3. Kompanie